# Майкл Феррері
Майкл Феррері, (3 червня 1996, Камас, Іспанія) — іспанський артист цирку (жонглер). Рекордсмен Книги рекордів Гіннеса.

## Біографія
Майкл Феррері почав займатися жонглюванням в одинадцятирічному віці. У 13 років Майкл презентував свій номер на сцені Cirkus Merano (Норвегія). Директор цирку вирішив включити номер іспанця до гастрольної програми 2010 року. Сьогодні Майкл Феррері працює у найпрестижніших циркових колективах світу та є володарем великої кількості циркових нагород.